# Andrzej Orłowski
Andrzej Orłowski (ur. 14 września 1957 w Krakowie) – polski architekt, ilustrator. Absolwent Wydziału Architektury Politechniki Krakowskiej

## Życiorys
W 1991 prezentował pracę dyplomową na Biennale Architektury w Wenecji
Laureat wyróżnienia w międzynarodowym konkursie ICOMOS oraz czterech nominacji w konkursie „Architektura Zakopanego na przełomie wieków” na najlepszy obiekt architektoniczny wybudowany w latach 1990–2002.
Członek Małopolskiej Izby Architektonicznej; Komisji Planu Zagospodarowania Przestrzennego w Poroninie 1994-1998, Miejskiej Komisji Urbanistyki i Architektury w Zakopanem 1995-1996, Gminnej Komisji Urbanistyki i Architektury w Poroninie 1996-. Inspektor 1991-1996, a następnie naczelnik 1996-1998 Wydziału Urbanistyki, Architektury i Nadzoru Budowlanego Urzędu Miasta Zakopane 1991-1996.
Autor artykułów w „Tygodniku Podhalańskim” i „W kręgu wodzów”.
Członek Związku Harcerstwa Polskiego (komendant kursów zastępowych oraz obozów letnich i zimowych).
Taternik, alpinista, uprawia czynnie narciarstwo ski-tourowe.
Instruktor harcerski, założyciel, pierwszy i obecny komendant Taternickiego Klubu Harcerzy; organizator i komendant harcerskich obozów wspinaczkowych i wypraw w Piryn, Riłę, Dolomity, Alpy Centralne, Góry Skandynawskie, Andy.
W Andach dokonał między innymi wejścia na: Ramada Sur (6200 m), Aconcagua (6955 m), Mercedario (6770 m), a także na inne szczyty 6- i 5-tysięczne w Andach Centralnych i Cordyliera Blanca.
Wytyczył nowe drogi wspinaczkowe w Romsdal (Norwegia) i Pirynie (Bułgaria).
W marcu 2002 w trakcie wycieczki ski-tourowej zasypany w lawinie w Dolinie Staroleśnej w Tatrach Wysokich, spędził pod śniegiem kilkadziesiąt minut.
Mieszka w Murzasichlu, Gmina Poronin.

## Ważniejsze osiągnięcia architektoniczne
(we współpracy z arch. Maciejem Krawczyńskim), m.in.:
- projekt architektoniczny modernizacji ul. Krupówki z otwarciem potoku („oczko wodne”) w Zakopanem
- projekt remontu konserwatorskiego willi „Witkiewiczówka” na Antałówce
- projekt koncepcyjny olimpijskiego ośrodka radiowo-telewizyjnego w Zakopanem
- projekt koncepcyjny rozbudowy Dyrekcji i Muzeum TPN w Zakopanem
- projekt karczmy „Kmicic” przy ul. Grunwaldzkiej w Zakopanem
- projekt karczmy „Przy Młynie” przy ul. Droga na Bystre w Zakopanem
- projekt rezydencji Beniamina Laroux w New Jersey
- projekt koncepcyjny biurowca Vinci Office Center w Krakowie
- projekt koncepcyjny hali wystawienniczo-handlowej B. Controls w Balicach
- projekt architektoniczny wnętrza sali ekspozycyjnej przyrody ożywionej w Muzeum Tatrzańskim w Zakopanem.

## Inne
Ilustrator książki Marka Kudasiewicza Obrzędowy Piec.